# Education for Death
Education for Death (Brasil: Aprendizado para a Morte) é um curta-metragem de animação produzido pelos Estúdios Disney e originalmente lançado em 15 de janeiro de 1943 pela RKO Pictures nos cinemas estado-unidenses. Foi dirigido pelo ítalo-americano Clyde Geronimi e é baseado no livro Education for Death: The Making of the Nazi, de Gregor Ziemer (ISBN 0-374-98905-2). A capa do livro aparece no início do curta.

## Enredo
O curta-metragem acompanha a história de Hans, um garoto alemão, desde seu nascimento. É mostrado como Hans é influenciado na escola a pensar de acordo com a doutrina nazista. O filme possui diálogos em alemão, mas os fatos mais importantes são narrados em inglês.
No início do filme, os pais de Hans estão diante um oficial nazista para garantir-lhe uma certidão de nascimento. O narrador explica que os pais de Hans são obrigados a mostrar certidões de seus ancestrais a fim de provar que pertencem à raça ariana. Logo em seguida, diz que o casal quer que seu filho se chame Hans; o que é aceitável, pois "Hans" não faz parte da lista de nomes proibidos pelo governo - ou seja, os de origem judaica. Também explica que o casal tem direito a ter mais onze filhos além de Hans, e conclui que é por causa do exército ariano que o chanceler Adolf Hitler anseia formar. Por seus serviços prestados ao III Reich (gerarem uma criança ariana), os pais de Hans recebem de presente uma cópia de Mein Kampf, best-seller da Alemanha no momento.
Hans vai para a escola e lá aprende o conto da Bela Adormecida. No entanto, a versão que Hans aprende mostra a "democracia" como sendo a bruxa e a "Alemanha" como sendo a bela. Hitler é o príncipe que salva a Bela das garras da bruxa. Subitamente, Hans adoece e um oficial nazista vai até a casa de seus pais lembrar-lhes que pessoas doentes não são vistas com bons olhos pelo Estado nazista e que, caso Hans não melhore, será levado a um campo de concentração. No entanto, Hans se recupera e volta à escola. Lá, aprende o conceito darwinista de seleção natural das espécies de forma manipulada; os povos denominados pelo professor de mais fracos merecem ser eliminados.
Hans se junta à juventude Hitlerista e participa da queima de livros cheio de orgulho. Em uma sequência de cenas carregadas de significação, a Bíblia se transforma no Mein Kampf, o crucifixo numa espada cortada pela suástica e o vitral de uma igreja é brutalmente quebrado. A cena, assim como aquela da queima de livros, pode ser interpretada como a perda de valores morais tanto por parte da Alemanha quanto por parte de Hans. No final do filme, é mostrado como a vida de Hans daquele momento para frente se resumiu em marchar e saudar Hitler. Hans e seus companheiros de arma marcham e saudam desde a adolescência até se transformarem em túmulos de cemitério. E o narrador conclui que a educação dada na Alemanha nazista é a "educação para a morte".